# Саусалито (парк)
Саусалито (исп. Sauzalito) — парк в столице Колумбии городе Боготе. Расположен в районе Сьюдад-Салитре, на Авенида-Ла-Эсперанса (исп.), Диагональ 22, напротив транспортного терминала Боготы. Включает обширные зелёные зоны и помещения для проведения мероприятий и организованного отдыха.

## Описание
На территории парка есть крытый бассейн с подогревом, теннисные корты, велодорожки, несколько баскетбольных, волейбольных и мини-футбольных площадок, катки и детская площадка. Бассейн расположен по адресу Диагональ 22B #68D-43.
По воскресеньям и праздникам проводятся различные мероприятия и мастер-классы. Существует также лекторий под названием «Место книг», где можно взять книгу напрокат.
Регулярно организуется так называемый «Ночной рекреационный маршрут». Это мероприятие организуется Окружным институтом отдыха и спорта и мэрией Боготы и состоит из организованных занятий физической культурой для всех жителей района независимо от возраста.